# جبال تايتا
جبال تايتا (Taita Hills) هي سلسلة جبلية تقع في جنوب شرق كينيا، ضمن محافظة تايتا-تافيتا (Taita-Taveta County). تُعد جزءًا من سلسلة جبال القوس الشرقي (Eastern Arc Mountains)، وتتميز بارتفاعات تصل إلى 2228 مترًا في أعلى قمة تُعرف باسم قمة فوريا (Vuria Peak). تتميز هذه الجبال بتكوين جيولوجي قديم وبأنظمة بيئية أفرومونتانية فريدة، تحوي غابات مطيرة ذات تنوع بيولوجي غني وأنواع مستوطنة نادرة.
تُعرف هذه السلسلة في بعض الأدبيات العلمية أيضًا باسم تلال تايتا (Taita Hills أو Taita Mountains)، إلا أن تصنيفها كجبال مبني على معايير الارتفاع الجغرافي والجغرافيا الطبيعية، حيث يتجاوز ارتفاع قممها حدود التلال التقليدية، وتتسم بخصائص بيئية وجيولوجية جبلية واضحة. وتتميز بأنها موطن لأنظمة بيئية أفرومونتانية فريدة (Afro-montane ecosystems), تشمل غابات جبلية مطيرة غنية بالتنوع الحيوي، وتحتضن العديد من الأنواع النباتية والحيوانية المستوطنة (endemic species).

## الجيولوجيا والتكوّن
تكوّنت جبال تايتا نتيجة نشاط صدوع أرضية على مدى ملايين السنين، وتتميز بتركيبة جيولوجية قديمة تعود إلى أكثر من 100 مليون سنة. تكوّن هذا النظام الجبلي بفعل حركات تكتونية أدت إلى رفع الكتل الصخرية وتشكل تضاريس مرتفعة ذات مناخ جبلي مميز. تمثل هذه الجبال أحد أقدم النظم الجبلية في شرق أفريقيا، ويظهر فيها التنوع الصخري الذي يعكس تاريخ الأرض الجيولوجي العريق.

## البيئة والتنوع البيولوجي
تُشكل جبال تايتا مركزًا بيئيًا فريدًا من نوعه ضمن الأنظمة الأفرومونتانية، حيث تحتضن غابات جبلية مطيرة تتميز بتنوع حيوي عالٍ ونسبة كبيرة من الأنواع المستوطنة. من أبرز هذه الأنواع النباتية نبتة البنفسج التايتاوي (Saintpaulia teitensis)، وهي نبات زهري نادر يقتصر وجوده على هذه الغابات فقط، ما يعكس أهمية الحفاظ على موائلها الطبيعية. أما من الناحية الحيوانية، فتعيش في هذه الغابات طيور مصنفة ضمن الأنواع المهددة بالانقراض، مثل طائر الثرثار الجبلي (Taita thrush - Turdus helleri)، ويتواجد حصريًا في هذه المنطقة، بالإضافة إلى طائر الأباليس التايتاوي (Taita apalis), الذي يعاني أيضًا من تقلص أعداده بسبب فقدان الموائل. تلعب هذه النظم البيئية دورًا حيويًا في تنظيم المناخ المحلي والمحافظة على التنوع الجيني الذي يضمن قدرة الأنواع على الصمود والتكيف مع التغيرات البيئية المستمرة، مما يجعلها نظامًا بيئيًا ذا قيمة بيولوجية وبيئية عالية تستوجب جهود حماية مكثفة.

## التهديدات وجهود الحفظ
تعاني جبال تايتا من ضغوط بيئية متزايدة تهدد استمرارية أنظمتها البيئية الفريدة، ويُعد فقدان الموائل الطبيعية الناتج عن القطع الجائر للأشجار السبب الرئيسي في تقلص الغابات الأصلية. بالإضافة إلى ذلك، يؤثر التوسع الزراعي غير المنظم في المناطق المحيطة بالغابات على استقرار هذه النظم، مما يؤدي إلى تدهور نوعية الموائل وتقليل المساحات الصالحة للكائنات الحية المستوطنة. كما يمثل تغير المناخ عاملًا إضافيًا معقدًا يؤثر على توزيع الغطاء النباتي وأنظمة المياه الجبلية، مما يزيد من هشاشة النظام البيئي. تؤدي هذه التحديات مجتمعة إلى تهديد وجودي حقيقي للعديد من الأنواع النادرة والمهددة بالانقراض في المنطقة.
في مواجهة هذه التهديدات، تبنت الحكومات المحلية والمنظمات البيئية سلسلة من الإجراءات الاستراتيجية للحفاظ على التنوع البيولوجي في جبال تايتا، منها إقامة محميات طبيعية ومناطق عازلة تهدف إلى حماية الغابات الأصلية من المزيد من التدهور. كما تشمل جهود الحفظ عمليات إعادة التشجير وإصلاح الموائل المتدهورة لتعزيز القدرة الاستيعابية للبيئة الطبيعية. إلى جانب ذلك، يتم التركيز على مراقبة التنوع الجيني وتحليل صحة مجموعات النباتات والحيوانات لضمان استدامة سلالاتها، بالإضافة إلى إطلاق حملات توعية مجتمعية لتعزيز دور السكان المحليين في حماية الموارد البيئية الفريدة للمنطقة.

## السياحة البيئية
تُعتبر جبال تايتا وجهة سياحية بيئية واعدة تتميز بمناخ معتدل وغابات كثيفة غنية بالتنوع الحيوي، مما يجعلها موقعًا مثاليًا لمحبي الطبيعة ومراقبي الطيور (Birdwatching). تستقطب المنطقة الزوار الباحثين عن تجارب طبيعية فريدة تشمل رحلات المشي الجبلي عبر مسارات بيئية منظمة (Hiking Trails)، ومراقبة الطيور والفراشات النادرة، إلى جانب استكشاف التنوع النباتي المميز في الغابات الأفرومونتانية التي تحتضنها الجبال.
تلعب السياحة البيئية دورًا حيويًا في دعم المجتمعات المحلية من خلال توفير مصادر دخل مستدامة، كما تسهم في تمويل جهود الحفظ وحماية الأنظمة البيئية الفريدة في جبال تايتا. مع ذلك، تستلزم هذه الأنشطة إدارة بيئية متوازنة ومراقبة مستمرة لتجنب الآثار السلبية الناتجة عن الضغط البشري الزائد، مثل تآكل التربة وتدهور الموائل الطبيعية، والتي قد تهدد استدامة الموارد البيئية والمواقع السياحية على المدى الطويل.

## الأبحاث العلمية
تشكل جبال تايتا محورًا هامًا للعديد من الأبحاث العلمية المتخصصة في مجالات متنوعة تشمل علم البيئة (Ecology)، التنوع البيولوجي (Biodiversity)، علم الأحياء المحافظة (Conservation Biology)، والجيولوجيا (Geology) مع التركيز على تحليل بنية الأرض القديمة. تركز هذه الدراسات على تقييم التنوع الجيني للأنواع المستوطنة، وقياس الضغوط البيئية الناتجة عن فقدان الموائل الطبيعية وتأثيرها على استدامة النظم البيئية في المنطقة.
كما يُستخدم في هذه الأبحاث تقنيات متقدمة مثل نماذج التوزيع البيئي (Environmental Niche Modeling) باستخدام أدوات مثل MaxEnt لتصميم خرائط دقيقة لتوزيع الأنواع والحياة البرية، مما يسهم في تحسين استراتيجيات الحفظ والتخطيط البيئي. بالإضافة إلى ذلك، تجرى دراسات بيولوجية تعتمد على مؤشرات حساسة مثل التماثل المتغير (Fluctuating Asymmetry) كأداة فعالة لرصد وتقييم تدهور صحة الأنواع المختلفة، مما يعزز من قدرة الباحثين على تتبع تأثير الضغوط البيئية بشكل دقيق.
تُعد نتائج هذه الأبحاث العلمية ركيزة أساسية في صياغة سياسات الحفظ البيئي المستدام، ليس فقط في كينيا، بل على مستوى منطقة شرق إفريقيا، من خلال تقديم بيانات موثوقة تساهم في حماية التنوع البيولوجي وإدارة الموارد الطبيعية بكفاءة.